# Ki (musikalbum)
Ki är det tionde soloalbumet av den kanadensiske musikern Devin Townsend, utgiven i maj 2009 på hans eget skivbolag HevyDevy Records. Det är det första albumet i en serie av fyra som går under namnet The Devin Townsend Project.
Albumet är skrivet, producerat och mixat av Townsend själv som även spelar gitarr och sjunger. Townsend samlade ihop en grupp lokala musiker från Vancouver som han ville skulle spela på albumet, dessa är bluestrummisen Duris Maxwell, basisten Jean Savoie, keyboardisten Dave Young och gästsångaren Ché Dorval.

## Låtlista
Alla låtar skrivna av Devin Townsend förutom där noterat.
1. "A Monday" – 1:43
2. "Coast" – 4:36
3. "Disruptr" – 5:49
4. "Gato" – 5:23
5. "Terminal" (Townsend, Young) – 6:58
6. "Heaven Send" – 8:54
7. "Ain't Never Gonna Win" (Townsend, Maxwell, Savoie, Young) – 3:17
8. "Winter" – 4:48
9. "Trainfire" – 5:59
10. "Lady Helen" – 6:05
11. "Ki" – 7:21
12. "Quiet Riot" – 3:02
13. "Demon League" – 2:55

## Musiker
- Devin Townsend – Sång, gitarr, fretless bas, ambience, programmering
- Duris Maxwell – Slagverk
- Jean Savoie – Basgitarr
- Dave Young – Keyboard, piano, ambience